# 桃金娘 (哈利波特)
愛哭鬼麥朵，其本名為麥朵·伊麗莎白·沃倫，是英國作家J·K·羅琳的兒童奇幻小說《哈利·波特》系列中的人物。她曾是一個麻瓜出身的女巫，於1940年代期間曾就讀於霍格華茲。後來她於校內身亡，自此成為了校內的一個幽靈。

## 角色生平

### 在霍格華茲的教育
麥朵生於1930年左右，由於其父母都是麻瓜的關係，使她成為麻瓜出身的女巫。她於1940年代入讀於霍格華茲成為雷文克勞學院的學生。她在校內未能結交到朋友，反而經常因為其外貌（包括眼鏡和臉上的粉刺）而遭到嘲笑與欺負。

### 首次密室之門的開啟
在1943年，密室之門首次被打開，那是一間傳說由薩拉札·史萊哲林所建造的空間，內裡存活着一種只有其繼承人才能夠控制的怪物—蛇妖。
|                                                              | 哎喲喲，太可怕了，事情就在這裏發生的。我就死在這間廁所里。我記得非常清楚。當時，奧利夫·轟碧嘲笑我戴着眼鏡像四眼狗，我就躲到這裏來了。我把門鎖上在裡面哭，突然聽到有人進來了。 |
| ———— 麥朵在《》裡向哈利、榮恩和吉德羅·洛哈講述自己死亡的事。 | |

麥朵於其生命的最後一天裏遭到其同學—奧利芙·轟碧的嘲笑，她指麥朵的眼鏡很可笑，這讓麥朵非常傷心，使麥朵跑到位於二樓女生浴室中的一個隔間裡哭泣。當麥朵進入浴室不久後，湯姆·瑞斗也走了進去，以爬說語開啟了藏在浴室洗手盆下方的密室入口，並把密室之門開啟了。瑞斗更把薩拉札·史萊哲林的蛇妖釋放出來。由於當時麥朵正躲在那裡哭泣，她聽見一個男孩說活的聲音，於是便打開隔間的門讓瑞斗走開。就在此時，麥朵因直接看見蛇妖的眼睛而當場死亡。
|                                             | 即使在我活着的時候，也沒有一個人牽掛我。他們花了好長好長時間才發現了我的屍體——我知道，我就坐在那裏等着他們。奧利夫·轟碧走進盥洗室——『你又在這裏生悶氣嗎，麥朵？』她說，『狄劈教授叫我來找你——』這時她突然看見了我的屍體......噢，她直到臨死都忘不了那一幕，我可以保證...... |
| ———— 麥朵在向哈利講述自己的遺體如何被發現。 | |

麥朵的遺體就倒在女生浴室的地上。就在此時，瑞斗利用了麥朵的死亡而製作其首個分靈體——湯姆·瑞斗的日記。
後來瑞斗把這件事栽贓給了正在飼養八眼巨蛛的葛萊分多學生魯霸·海格。自密室之門被開啟之後，霍格華茲內麻瓜出身的學生也開始受到神秘怪物的襲擊，學校瀕臨關閉。

### 逝世後
麥朵於去世後以幽靈的形態返回人間，並開始作弄之前曾經嘲笑她的同學—奧利芙·轟碧。轟碧最後找來魔法部約束麥朵的行為，使她後來不得不留在霍格華茲，成為長駐於二樓女生浴室的幽靈。
她通常被更多人稱為愛哭鬼麥朵（Moaning Myrtle），正如其綽號一樣，她尤其是在提到死亡時經常出現嗚咽、啜泣、哀號、號啕大哭和抱怨的傾向，其不斷的悶悶不樂和慟哭導致她經常出沒的浴室出現管道問題。

## 相關情節

### 消失的密室
在《消失的密室》中，麥朵這個角色是個麻瓜出身的女巫幽靈，她在霍格華茲的學生時代就死了，比小說中的事件早了50年。當時麥朵正躲於二樓的女生浴室以躲避老是為了其眼鏡而折磨她的同學—奧麗·轟碧，此時消失的密室之門被打開，而麥朵因為蛇妖的出現並在當時直接看到蛇妖的眼睛而被殺。湯姆·瑞斗以麥朵的死亡來創造其第一個分靈體：他的日記。麥朵於去世後一直纏繞著轟碧所到之處，直到轟碧向魔法部投訴，魔法部下令麥朵回到霍格華茲。此後，麥朵一直悶悶不樂地在其去世的那個浴室裡出沒。麥朵似乎對哈利甚有好感，儘管她的性情很悲慘，但她經常調戲著哈利。
該事件發生的50年後，當哈利找到密室的入口並準備前去拯救金妮時，麥朵跟哈利說：「如果你死了，我可以跟你一起分享這個洗手間」。

### 火盃的考驗
麥朵於三巫鬥法大賽期間，於霍格華茲五樓的級長浴室裡協助哈利完成他在第二項任務中的考驗：解開金蛋的謎題。她告訴哈利如何解決他在第一項任務中取回來金蛋的謎題，其方法就是在水下把它打開。
麥朵於這輯裡顯得更樂觀和調皮，而且她喜歡讓哈利短暫地獨自一人。後來哈利在黑湖中遇見了她，她更把哈利帶到了人魚的村落。

### 混血王子的背叛
當德拉科·马尔福擔心著伏地魔指派給他的任務，麥朵於當中安慰著他。當哈利以撕淌三步殺的咒語幾乎致命地傷害了馬份後，麥朵透過尖叫聲把這個消息迅速地傳播出去，她大叫：「謀殺！浴室裡的謀殺！」

## 創作意念
羅琳於其網站上透露麥朵是雷文克勞學院的學生，其整個姓名是麥朵·伊麗莎白·沃倫（Myrtle Elizabeth Warren）。她補充說，這個角色的靈感來自她年輕時每次參與派對和迪斯科舞廳期間，總會聽見有女生在公共浴室裡哭泣，愛哭鬼麥朵的創作靈感也來自於此。
麥朵（myrtle）一詞本義其實就是香桃木（Myrtus communis L.），而不是屬（Rhodomyrtus tomentosa (Aiton) Hassk.）的植物。

## 電影
在哈利波特系列電影中，麥朵由雪莉·亨德森飾演。亨德森在電影開拍的時候經已是37歲之齡，她是飾演霍格華茲學生的演員之中年紀最大的一人。其角色在《混血王子的背叛》中被刪去。